# Josephine Nambooze

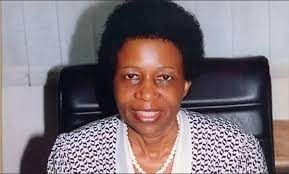
Josephine Nambooze

Josephine Nambooze (anhörenⓘ * 1930 in Nsambya, Uganda) ist eine ugandische Medizinerin und Hochschullehrerin. Sie ist emeritierte Professorin für öffentliche Gesundheit an der Makerere University School of Public Health, einer Fakultät der Makerere-Universität in Kampala. Sie war die erste Frau aus Ost- und Zentralafrika, die sich 1959 als Ärztin qualifizierte, und die erste Professorin Afrikas.

## Leben und Werk

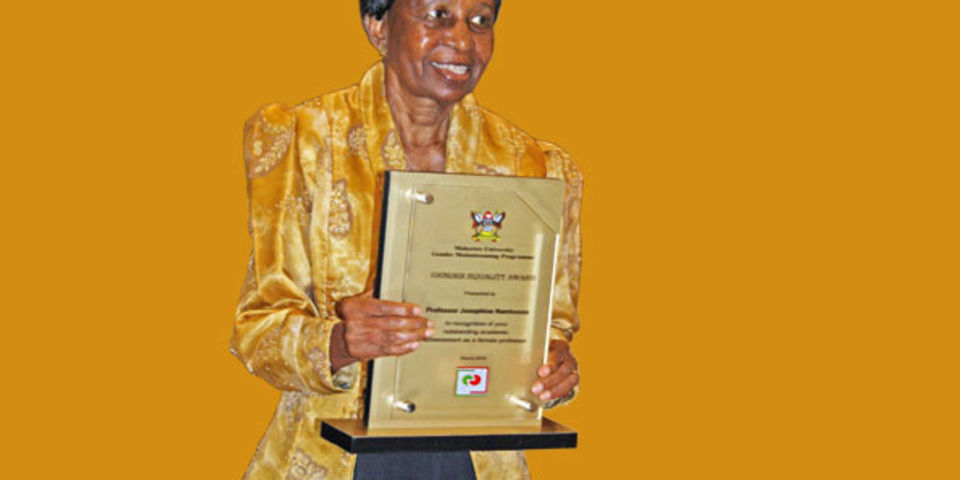
Josephine Nambooze, 2012

Nambooze ist eines von dreizehn Kindern des Lehrers Joseph Lule und von Maria Magadalena Lule. Sie besuchte die St. Joseph’s Primary School in Nsambya und von 1945 bis 1950 das Mount Saint Mary’s College in Namagunga, eine reine Mädchensekundarschule mit Internat. Da es an der Schule zu dieser Zeit keinen naturwissenschaftlichen Unterricht gab, besuchte sie ihre naturwissenschaftlichen Fächer am Namilyango College, das eigentlich eine Internatsschule nur für Jungen ist. Sie war die erste und einzige Frau, die 1951 an der Fakultät für Naturwissenschaften des Makerere University College der University of London aufgenommen wurde, und musste während ihrer klinischen Jahre im Schwesternwohnheim wohnen. Nach ihrem Abschluss wurde über sie sowohl lokal als auch international in den Medien berichtet.
1959 schloss sie mit einem Lizentiat in Medizin und Chirurgie ab und wurde die erste Ärztin Ostafrikas. Absolventen mit dem Licentiate waren berechtigt, in Großbritannien und in allen Ländern des britischen Commonwealth als Ärzte zu praktizieren. Nachdem das Makerere University College ein Teil der University of East Africa geworden war, erhielt sie den Bachelor of Medicine und den Bachelor of Surgery.
Die Abschlussfeier am 20. Februar 1959 wurde von der Königinmutter Elizabeth Bowes-Lyon geleitet, die Kanzlerin der Universität von London war, zu der das Makerere College gehörte. Das Foto, auf dem Nambooze der Königinmutter am Abschlusstag die Hand schüttelte, wurde am 24. Februar 1959 in der Londoner Zeitung The Times veröffentlicht.
Nambooze ging dann für weitere Studien nach Großbritannien und später in die USA. Nach Abschluss ihres Aufbaustudiums kehrte Nambooze 1962 nach Uganda zurück und wurde Dozentin an der Makerere Medical School. Gleichzeitig leitete sie das Kasangati Teaching Health Centre, wo sie die erste medizinische Beamtin war. Nach zwei Jahren wurde sie Dozentin, später außerordentliche Professorin und war von 1978 bis 1988 ordentliche Professorin. 2010 gehörte sie zu den 10 herausragendsten Professorinnen, die von der Makerere-Universität ausgezeichnet wurden.
Sie war 2019 die erste WHO-Vertreterin in Botswana und Direktorin für die Unterstützung der Entwicklung von Gesundheitsdiensten in den regionalen WHO-Büros in Brazzaville, Republik Kongo.
Sie ist Mitglied der National Certification for Polio Eradication in Uganda.

## Auszeichnungen
- 2010: Gender Equality Award, Makerere-Universität[9]
- 2011: Auszeichnung von der ugandischen Regierung und Ehrung während der Feierlichkeiten zum Internationalen Tag der Arbeit
- 2019: Auszeichnung von der Makerere University School of Public Health für ihren Beitrag zur Förderung der Ausbildung im Bereich öffentliche Gesundheit[10]